# أنطونيو غوميز رولدان
أنطونيو غوميز رولدان (بالإسبانية: Antonio Gómez Roldán) هو لاعب كرة قدم إسباني في مركز الوسط، ولد في 17 أكتوبر 1992 في لا ياغوستا في إسبانيا. لعب مع نادي ساباديل.

## وصلات خارجية
- أنطونيو غوميز رولدان على موقع قاعدة بيانات كرة القدم.إي يو (الإنجليزية)
- أنطونيو غوميز رولدان على موقع Soccerway.com (الإنجليزية)